# Sukaharja (Cibingbin)
Sukaharja is een bestuurslaag in het regentschap Kuningan van de provincie West-Java, Indonesië. Sukaharja telt 3209 inwoners (volkstelling 2010).